# Te daría el mundo
Te daría el mundo (I'll give you the sun, en inglés) es la segunda novela de literatura juvenil de la escritora estadounidense Jandy Nelson, autora de El cielo está en cualquier lugar. Fue publicada el 16 de septiembre de 2014 en Estados Unidos y en febrero de 2015 en España. Esta obra ganó del premio Printz Award for Excellence in Young Adult Literature en 2015 además de otros premios.

## Sinopsis
La historia se centra en Noah y Jude, hermanos que nos narran la historia desde puntos de vista diferentes en tiempos diferentes, narrando Noah cuando ambos tienen 13 años y Jude cuando tienen 16.
Tienen personalidades muy diferentes pero son inseparables, hasta que algo ocurre entre ellos, tres años más tarde apenas se hablan.